# Opiná
Opiná és un poble i municipi d'Eslovàquia. Es troba a la regió de Košice, a l'est del país.

## Història
La primera referència escrita de la vila data del 1229.

## Demografia
| Godina             | 1994 | 2004   | 2014   | 2024   |
| ------------------ | ---- | ------ | ------ | ------ |
| Nombre de persones | 163  | 176    | 190    | 195    |
| Diferència         |      | +7,97% | +7,95% | +2,63% |

| Godina             | 2023 | 2024  |
| ------------------ | ---- | ----- |
| Nombre de persones | 200  | 195   |
| Diferència         |      | −2,5% |